# هلنه اولافسن
هلنه اولافسن (انگلیسی: Helene Olafsen؛ زادهٔ ۲۱ فوریهٔ ۱۹۹۰) ورزشکار اسنوبردسواری اهل نروژ است.
وی در مسابقات کشوری و بین‌المللی در مجموع برندهٔ ۱ مدال طلا، ۲ مدال نقره، ۳ مدال برنز شده‌است.